# مقاطعة أوتينا
مقاطعة أوتينا. واحدة من ست مقاطعات في ليتوانيا، و هو أقل نسبة بين البلدان، العاصمة هي أكبر مدينة في مقاطعة وأوتينا، التي لها 95 كم (59 ميل) من فيلنيوس عاصمة ليتوانيا.